# 第1独立通信旅団 (ロシア陸軍)
第1独立通信旅団（だい1どくりつつうしんりょだん、ロシア語: 1-я отдельная бригада связи、略称1 обрс）は、ロシア陸軍の旅団。モスクワ軍管区の通信を保障する外、赤の広場での観閲式の録音、外国の監査団の業務サービスも行っていた。名誉称号「セヴァストポリ」、赤旗勲章、アレクサンドル・ネフスキー勲章、赤星勲章を有する。

## 歴史

### ソ連時代
- 1918年1月23日：ヤウザ川沿岸の旧兵舎において、第1ソビエト工兵大隊編成。大隊は、ソビエト側についた旧ロシア帝国軍の電信・探照灯連隊の兵員から充足された。
- 1918年6月22日：大隊に基づき、第1予備電信・電話大隊編成
- 1923年3月20日：第1通信連隊に改編
- 1941年～1945年：モスクワからケーニヒスベルグまで転戦した。
- 1980年：第1通信旅団に改編

アフガニスタンには、20人以上の将兵を派遣した。ソ連時代を通じて、旅団からは、5人のソ連邦英雄が輩出した。1993年まで、モスクワのプレオブラジェンスキエ兵舎に駐屯。

### ロシア連邦時代
- 1993年11月：ヒミキンスキー地区クルキノ町に移転
- 1997年：モスクワ軍管区最良の部隊の1つとなる。
- 2010年12月1日：西部軍管区の第1統制旅団（1-я бригада управления）に改編された[1][2]。